# 吉田玉助
吉田 玉助（よしだ たますけ）は、人形浄瑠璃の人形遣い。

## 初代
（1853年 - 1886年7月3日）本名:吉倉玉助。
初代吉田玉造の実子。異母兄は初代桐竹紋十郎。1864年から人形遣いになる。夭折。実子が地唄箏曲家の富崎春昇。
弟子に4代目吉田文五郎等。

## 2代目
後の2代目吉田玉造。

## 3代目
（1895年2月10日 - 1965年2月22日）本名:小西奈良吉。
奈良の生まれ、1906年に3代目吉田玉造に入門し吉田玉小を名乗り堀江座に入座。1916年に文楽座に転座。1925年に初代吉田玉幸と改名。1942年5月に「本朝廿四孝」の山本寛助、「平家女護島」の瀬尾太郎を遣って3代目玉助を襲名。立役に優れた。
大正、昭和を生き抜き衰退にあった文楽の復興に力を尽くした。
養子に2代目吉田玉幸（2007年死去）、孫に5代目吉田玉助。

## 4代目
3代目の養子2代目吉田玉幸が死後追贈。

## 5代目
3代目の孫の吉田幸助が2018年4月に5代目吉田玉助として襲名。夫人はイラストレーターの中西らつ子。